# Jūsan-kai wa gekkō
Jūsan-kai wa gekkō (十三階は月光) è il quattordicesimo album in studio del gruppo musicale giapponese Buck-Tick, pubblicato nel 2005.

## Tracce
1. Enter Clown (musica: Imai)
2. Kourin (降臨) (testo: Sakurai – musica: Imai)
3. Doukeshi A (道化師A) (testo: Sakurai – musica: Imai)
4. Cabaret (testo: Sakurai – musica: Hoshino)
5. Ijin no Yoru (異人の夜) (testo: Sakurai – musica: Hoshino)
6. Clown Loves Señorita (musica: Imai)
7. Goblin (testo: Sakurai – musica: Imai)
8. Alive (testo: Sakurai – musica: Imai)
9. Gesshoku (月蝕) (testo: Sakurai – musica: Imai)
10. Lullaby II (musica: Imai)
11. Doll (testo: Sakurai – musica: Imai)
12. Passion (testo: Sakurai – musica: Hoshino)
13. 13byou (13秒) (musica: Imai)
14. Romance -Incubo- (testo: Sakurai – musica: Imai)
15. Seraphim (testo: Imai – musica: Imai)
16. Muma - The Nightmare (夢魔-The Nightmare) (testo: Sakurai – musica: Imai)
17. Diabolo -Lucifer- (testo: Sakurai – musica: Imai)
18. Who's Clown? (musica: Imai)

## Formazione
- Atsushi Sakurai - voce
- Hisashi Imai - chitarra, cori, elettronica, rumori
- Hidehiko Hoshino - chitarra, cori
- Yutaka Higuchi - basso
- Toll Yagami - batteria